# Громов, Борис Вениаминович
Бори́с Вениами́нович Гро́мов (17 июля 1909 — 13 апреля 1984) — советский учёный и педагог.
Главный инженер и директор первого в стране радиохимического завода «Б» на Комбинате № 817 Первого главного управления (ПГУ) при Совете Министров Союза Советских Социалистических Республик.
Герой Социалистического Труда (1949), Лауреат Государственной премии, доктор технических наук, профессор, Заслуженный деятель науки и техники РСФСР.

## Биография
Первым в СССР освоил в 1949 году промышленное концентрирование плутония из облучённого урана на радиохимическом заводе ПО «Маяк».
- 1960 — 1976 годах — заведующий кафедрой технологии радиоактивных, редких и рассеянных элементов в Московском химико-технологическом институте им. Д. И. Менделеева.
- с 1962 — профессор[1].

Умер 13 апреля 1984 года. Похоронен в Москве на Зеленоградском Центральном кладбище.

## Награды
- Указом Президиума Верховного Совета СССР от 29 октября 1949 года «О присвоении звания Героя Социалистического Труда научным, инженерно-техническим и руководящим работникам научно-исследовательских, конструкторских организаций и промышленных предприятий» (с грифом: «Не подлежит опубликованию») «за исключительные заслуги перед государством при выполнении специального задания» Громову Борису Вениаминовичу присвоено звание Героя Социалистического Труда с вручением ордена Ленина и золотой медали «Серп и Молот».
- Сталинская премия первой степени (1949) — за освоение производства плутония
- ордена и медали